# Temporada 1969-70 de Los Angeles Lakers
La temporada 1969-70 fue la vigésimo segunda de los Lakers en la NBA, y la décima en su ubicación en Los Ángeles, California. La temporada regular acabaron con 46 victorias y 36 derrotas, ocupando el segundo puesto de la División Oeste y clasificándose para los playoffs, en los que cayeron en las Finales ante los New York Knicks.

## Elecciones en elDraft
| Ronda | Puesto | Jugador         | Posición  | Nacionalidad   | Universidad         |
| ----- | ------ | --------------- | --------- | -------------- | ------------------- |
| 1     | 12     | Willie McCarter | Escolta   | Estados Unidos | Drake               |
| 1     | 15     | Rick Roberson   | Pívot     | Estados Unidos | Cincinnati          |
| 2     | 27     | Dick Garrett    | Escolta   | Estados Unidos | Southern Illinois   |
| 5     | 69     | Wil Jones       | Ala-Pívot | Estados Unidos | Albany State*       |
| 14    | 187    | Mack Calvin     | Base      | Estados Unidos | Southern California |

## Temporada regular
| x-Atlanta Hawks        | 48 | 34 | .585 | –  |
| x-Los Angeles Lakers   | 46 | 36 | .561 | 2  |
| x-Chicago Bulls        | 39 | 43 | .476 | 9  |
| x-Phoenix Suns         | 39 | 43 | .476 | 9  |
| Seattle SuperSonics    | 36 | 46 | .439 | 12 |
| San Francisco Warriors | 30 | 52 | .366 | 18 |
| San Diego Rockets      | 27 | 55 | .329 | 21 |

## Playoffs

### Semifinales de División
Los Angeles Lakers vs. Phoenix Suns 
| Fecha       | Partido                                  | Ciudad      |
| ----------- | ---------------------------------------- | ----------- |
| 25 de marzo | Los Angeles Lakers 128, Phoenix Suns 112 | Los Ángeles |
| 29 de marzo | Los Angeles Lakers 101, Phoenix Suns 114 | Los Ángeles |
| 2 de abril  | Phoenix Suns 112, Los Angeles Lakers 98  | Phoenix     |
| 4 de abril  | Phoenix Suns 112, Los Angeles Lakers 102 | Phoenix     |
| 5 de abril  | Los Angeles Lakers 138, Phoenix Suns 121 | Los Ángeles |
| 7 de abril  | Phoenix Suns 93, Los Angeles Lakers 104  | Phoenix     |
| 9 de abril  | Los Angeles Lakers 129, Phoenix Suns 94  | Los Ángeles |
|             | Los Angeles Lakers gana las series 4-3   |             |

### Finales de División
Atlanta Hawks vs. Los Angeles Lakers
| Fecha       | Partido                                   | Ciudad      |
| ----------- | ----------------------------------------- | ----------- |
| 12 de abril | Atlanta Hawks 115, Los Angeles Lakers 119 | Atlanta     |
| 14 de abril | Atlanta Hawks 94, Los Angeles Lakers 105  | Atlanta     |
| 17 de abril | Los Angeles Lakers 115, Atlanta Hawks 114 | Los Ángeles |
| 19 de abril | Los Angeles Lakers 133, Atlanta Hawks 114 | Los Ángeles |
|             | Los Angeles Lakers gana las series 4-0    |             |

### Finales de la NBA
New York Knicks vs. Los Angeles Lakers
| Fecha       | Partido                                     | Ciudad      |
| ----------- | ------------------------------------------- | ----------- |
| 24 de abril | New York Knicks 124, Los Angeles Lakers 112 | Nueva York  |
| 27 de abril | New York Knicks 103, Los Angeles Lakers 105 | Nueva York  |
| 29 de abril | Los Angeles Lakers 108, New York Knicks 111 | Los Ángeles |
| 1 de mayo   | Los Angeles Lakers 121, New York Knicks 115 | Los Ángeles |
| 4 de mayo   | New York Knicks 107, Los Angeles Lakers 100 | Nueva York  |
| 6 de mayo   | Los Angeles Lakers 135, New York Knicks 113 | Los Ángeles |
| 8 de mayo   | New York Knicks 113, Los Angeles Lakers 99  | Nueva York  |
|             | New York gana las finales 4-3               |             |

## Estadísticas
| Rk | Jugador          | Edad | P  | PT | MP   | TC   | TCI  | %TC  | TL  | TLI  | %TL  | RB   | AS  | FP  | PTS  |
| -- | ---------------- | ---- | -- | -- | ---- | ---- | ---- | ---- | --- | ---- | ---- | ---- | --- | --- | ---- |
| 1  | Wilt Chamberlain | 33   | 12 |    | 42.1 | 10.8 | 18.9 | .568 | 5.8 | 13.1 | .446 | 18.4 | 4.1 | 2.6 | 27.3 |
| 2  | Jerry West       | 31   | 74 |    | 42.0 | 11.2 | 22.6 | .497 | 8.7 | 10.6 | .824 | 4.6  | 7.5 | 2.2 | 31.2 |
| 3  | Elgin Baylor     | 35   | 54 |    | 41.0 | 9.5  | 19.5 | .486 | 5.1 | 6.6  | .773 | 10.4 | 5.4 | 2.4 | 24.0 |
| 4  | Happy Hairston   | 27   | 55 |    | 39.0 | 7.7  | 15.8 | .490 | 5.1 | 6.4  | .803 | 12.5 | 2.0 | 3.5 | 20.6 |
| 5  | Dick Garrett     | 23   | 73 |    | 31.8 | 4.8  | 11.2 | .434 | 1.9 | 2.2  | .852 | 3.2  | 2.5 | 3.2 | 11.6 |
| 6  | Mel Counts       | 28   | 81 |    | 27.1 | 5.4  | 12.6 | .427 | 1.9 | 2.5  | .776 | 8.4  | 2.0 | 3.8 | 12.6 |
| 7  | Rick Roberson    | 22   | 74 |    | 27.1 | 3.5  | 7.9  | .447 | 1.6 | 2.9  | .566 | 9.1  | 1.2 | 3.5 | 8.7  |
| 8  | Keith Erickson   | 25   | 68 |    | 25.8 | 3.8  | 8.3  | .458 | 1.3 | 1.8  | .746 | 4.5  | 3.1 | 2.6 | 8.9  |
| 9  | Bill Hewitt      | 25   | 20 |    | 23.9 | 1.3  | 4.4  | .284 | 0.8 | 1.6  | .516 | 7.1  | 1.4 | 2.0 | 3.3  |
| 10 | Johnny Egan      | 31   | 72 |    | 22.6 | 3.0  | 6.8  | .438 | 1.4 | 1.7  | .818 | 1.4  | 3.0 | 2.4 | 7.3  |
| 11 | Willie McCarter  | 23   | 40 |    | 21.5 | 3.3  | 8.7  | .378 | 1.1 | 1.5  | .717 | 2.1  | 2.3 | 1.8 | 7.7  |
| 12 | John Tresvant    | 30   | 20 |    | 11.1 | 2.4  | 4.4  | .534 | 1.2 | 1.8  | .657 | 3.2  | 0.9 | 2.0 | 5.9  |
| 13 | Mike Lynn        | 24   | 44 |    | 9.2  | 1.0  | 3.0  | .331 | 0.7 | 1.1  | .646 | 1.5  | 0.7 | 2.0 | 2.7  |

## Galardones y récords
| Jugador          | Galardón                                                             |
| Jerry West       | Mejor Quinteto de la NBA Mejor quinteto defensivo de la NBA All-Star |
| Elgin Baylor     | All-Star                                                             |
| Dick Garrett     | Mejor quinteto de rookies de la NBA                                  |
| Wilt Chamberlain | All-Star                                                             |